# Ignace Joseph Pleyel
Ignace Joseph Pleyel (Ruppersthal, Baja Austria, 18 de junio de 1757-París, 14 de noviembre de 1831) fue un compositor, editor musical y fabricante de pianos austriaco.

## Biografía
Pleyel fue alumno de Joseph Haydn y Johann Baptist Vanhal en Bratislava y en la corte de los príncipes Esterhazy en Eisenstadt. Posteriormente, perfeccionó su técnica en Italia.
En 1789, es nombrado maestro de capilla de la catedral de Estrasburgo, ciudad donde se encuentra, en esa época, un tal Rouget de l'Isle. Sucede en dicho puesto a Franz Xaver Richter.
Al mismo tiempo que su antiguo profesor y amigo Joseph Haydn, pasó en Londres el año 1791.
A partir de 1795, vive en París y abre su primera tienda de música y una casa de ediciones musicales. En su deseo de adaptar los instrumentos a las cada vez mayores exigencias de compositores e intérpretes, concibe en 1802 su primer piano provisto de un sistema de escape simple, en el que las cuerdas son percutidas por un martillo y no pinzadas (como en el caso del clavecín). Registra la patente en 1807.
Pleyel funda en 1809 una floreciente fábrica de pianos que lleva su nombre y cuya marca, Pleyel, está todavía activa en nuestros días (Manufactura Francesa de Pianos).
La tumba familiar se encuentra en el Cementerio de Père-Lachaise en París.
Su hijo Camille Pleyel, nacido en 1792, se convirtió en pianista con Jan Dussek. Se hizo cargo en 1825 de la fábrica de pianos y la dirigió hasta su muerte en mayo de 1855. Camille fue el constructor de la Salle Pleyel, uno de los lugares emblemáticos de la vida musical parisina.
En junio de 2007, el correo austriaco emitió un sello postal conmemorando el 250 aniversario de su nacimiento.
La firma proveyó pianos utilizados por Frédéric Chopin, quien consideraba los pianos Pleyel como «non plus ultra».
En septiembre de 2009, el fabricante de pianos Paul McNulty construyó una reconstrucción del modelo de 1830 del piano de Pleyel, que ahora se encuentra en la colección del Instituto Fryderyk Chopin de Varsovia y se utilizó en el primer Concurso Internacional de Piano sobre Instrumentos de Época.

## Obras
Pleyel nos dejó un gran número de composiciones, la mayor parte de las cuales son instrumentales:
- 41 sinfonías.
- 6 sinfonías concertantes.
- 70 cuartetos y quintetos.
- 2 óperas (La Fée Urgèle e Iphigénie en Aulide) y un réquiem.
- Su método de piano de 1797.
- Un gran número de Lieder y de composiciones de cámara.
- Quizás la música de La Marsellesa, cuya letra se debe a Rouget de l'Isle.

## Eponimia
El asteroide (11524) Pleyel fue nombrado así por este compositor.